# 金井善哲

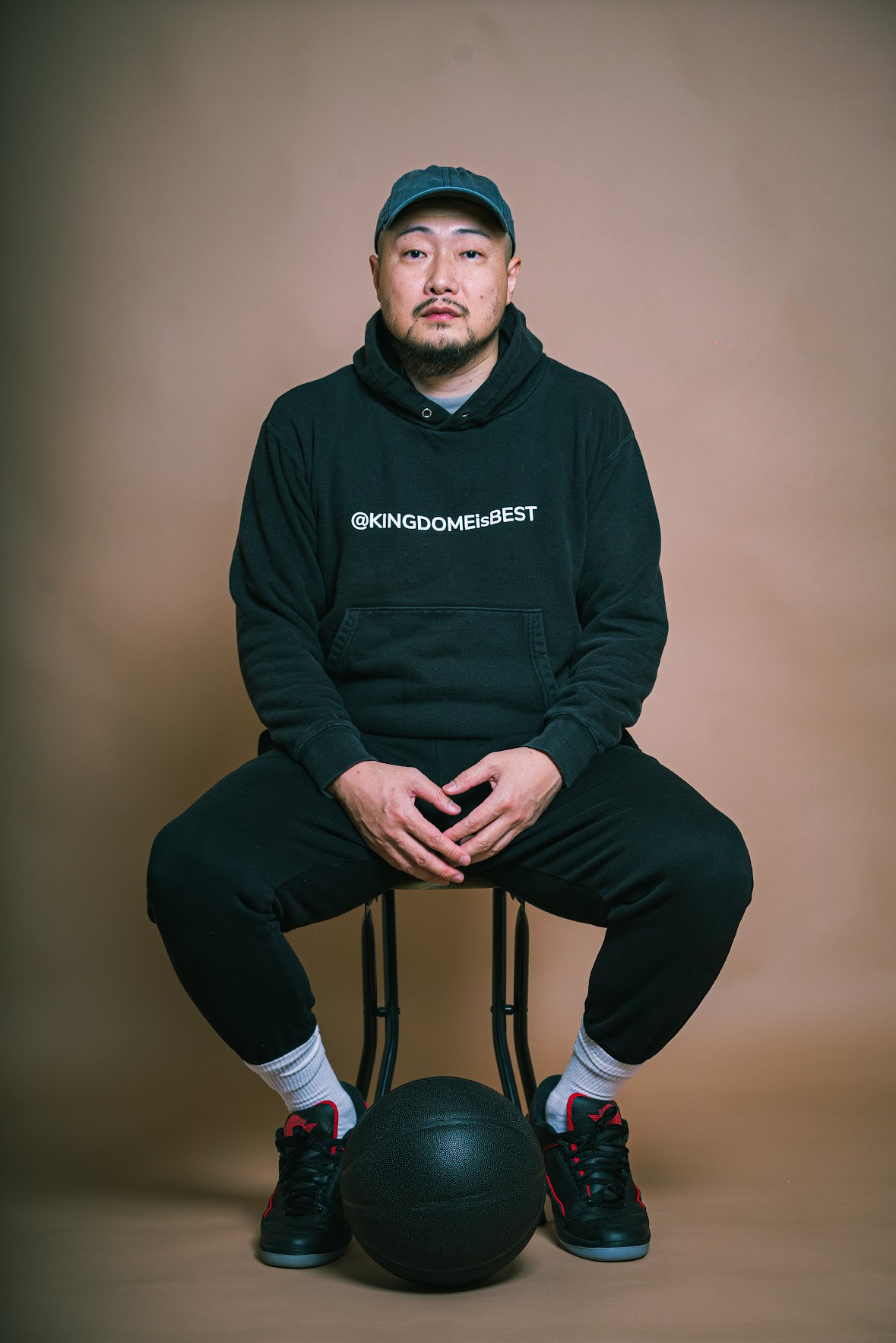

金井 善哲（かない ぜんてつ1980年10月18日 - ）は、日本・大阪府大阪市出身の元プロフェッショナルバスケットボール選手。HOOD PROUD APPAREL（通称:HPA）CEO。キングダム・バスケットボール・アカデミー代表。

## 来歴
大阪府大阪市で生まれ、中学生の時に兄とNBAの影響を受けバスケットボールを始める。高校生の時に大阪高等学校、創設以来初の全国大会へ導く。同時に大阪代表選手に選抜され（国体）、大阪体育大学に進学するが、一年で退学し翌年に大阪経済大学へ進学。3年生の時に当時2部のバスケットボール部を1部へ昇格する原動力になる。4年生の時に関西学生バスケットボール連盟1部リーグ1次リーグ3pランキング1位。その後休学をし、2004年アメリカでプロバスケットボール選手を目指し、ニューヨークに単身渡米する。
何の伝手も状況でストリート（公園）バスケからスタートし2006年、独立プロリーグEBA(イースタン・バスケットボール・アリランス)のトライアウトを経て、ハリスバーグ・ホライズンと契約しリーグ優勝をする。同年の夏にニューヨークで最も権威のあるストリートの大会（EBC,W4ST,KINGDOME,TRI-STATE）に次々と出場し活躍。翌年2007年に独立プロリーグUSBL（ユナイテッド・ステイト・バスケットボール・リーグ）のロングアイランドプライムタイムと契約し活躍。2008-2011年の間、独立プロリーグとニューヨークのストリートバスケの違いの無さに気づき数々のストリートバスケットボール大会に出場。日本人で最も多い世界最高峰のNYのストリートバスケットボール大会に計350試合以上。ニューヨークの数々の大会で計4000点以上の得点を上げる。2011年、日本人で初 ハーレム・グローブトロッターズHarlem Globetrottersのキャンプに参加。
また、ニューヨークにいた7年間の間にバスケットボールと平行してモデルとしても活動する。2007年には「Buttafly Unlimted S/S Collection」にモデルとして出演。同年、アメリカのヒップホップ アーティスト「50セント」が手掛けるブランド「Gユニット」のショーにモデルとして出演し、「BROOKLYN FASHION WEEK END」にもモデルとして出演。2008年、カリビアンブランド『Color Heritage』にモデルとして出演。
そして帰国後、2012年に自身がプロデュースするHOOD PROUD APPARELを設立。
2012年12月、日本プロバスケットボールリーグ（bjリーグ）の大分ヒートデビルズに練習生兼通訳として加入したのち、選手契約を締結。2013年2月、大分から宮崎シャイニングサンズに移籍し、シーズン終了まで在籍。
2013年に世界トップレベルのバスケットボール選手育成を目標にキングダム・バスケットボール・アカデミーを設立。
2017年、世界トップクラスクラスのストリートボール選手のボーン・コレクター（Larry Williams aka Bone Collector）を日本に招き、近畿圏内の小・中学生320名を対象にスキル・アップクリニックを開催。
2018年7月、当時2部降格し崩壊寸前の大阪経済大学バスケットボール部のヘッドコーチに就任。翌2019年、関西学生バスケットボール2部リーグで優勝し1部昇格へ導く（戦績16勝2敗 1位）。世界トップレベルのスキルトレーニングと戦術とチーム力で1部リーグ昇格に貢献した。